# Ян Оттоссон
Ян Оттоссон  (швед. Jan Ottosson, 10 березня 1960) — шведський лижник, олімпійський чемпіон.

## Виступи на Олімпіадах
| Олімпіада        | Дисципліна              | Місце |
| ---------------- | ----------------------- | ----- |
| Сараєво 1984     | 30 км                   | 16    |
| Сараєво 1984     | 50 км                   | 14    |
| Сараєво 1984     | естафета 4 х 10 км      | 1     |
| Калгарі 1988     | 15 км                   | 16    |
| Калгарі 1988     | 30 км                   | 16    |
| Калгарі 1988     | 50 км                   | 6     |
| Калгарі 1988     | естафета 4 х 10 км      | 1     |
| Альбервіль 1992  | 30 км                   | 11    |
| Альбервіль 1992  | 50 км                   | 44    |
| Альбервіль 1992  | естафета 4 х 10 км      | 4     |
| Ліллехаммер 1994 | 10 км                   | 14    |
| Ліллехаммер 1994 | 50 км                   | 18    |
| Ліллехаммер 1994 | переслідування 10/15 км | 15    |
| Ліллехаммер 1994 | естафета 4 х 10 км      | 6     |